# Roman Rasskazow
Roman Rasskazow (ur. 28 kwietnia 1979 w miejscowości Kowylkino) – rosyjski lekkoatleta, chodziarz. W 1998 zdobył mistrzostwo świata juniorów w Annecy na dystansie 10 km. Jest dwukrotnym medalistą mistrzostw świata w lekkoatletyce. W 2001 zdobył złoty medal na 20 km, a w 2003 brązowy na tym samym dystansie.